# Maclura andamanica
Maclura andamanica är en mullbärsväxtart som först beskrevs av Joseph Dalton Hooker och som fick sitt nu gällande namn av C.C. Berg.
Maclura andamanica ingår i släktet Maclura och familjen mullbärsväxter. Inga underarter finns listade i Catalogue of Life.